# Anıl Dilaver
Anıl Dilaver (Trabzon, 20 november 1990) is een voormalig Turks voetballer die in de aanval speelde.

## Carrière
Anıl is opgeleid in de jeugd van Galatasaray. In 2010 mocht hij spelen in de Süper Lig. Hij debuteerde tegen Konyaspor waar hij al meteen wist te scoren. 
Na meerdere huurperiodes bij kleinere clubs, werd hij in 2014 verkocht aan Bucaspor. Hij wist nooit meer de top te behalen en speelde laatstelijk in 2019 bij Uzunköprüspor in de amateurdivisie.